# Oxid hafničitý
Oxid hafničitý (chemický vzorec HfO2) je oxid hafnia, které v něm má oxidační číslo IV. Je to bílý prášek nerozpustný ve vodě a kyselině dusičné HNO3, rozpustný je naopak v kyselině fluorovodíkové HF, koncentrované kyselině sírové H2SO4 a v koncentrovaných roztocích zásad. Jde o jednu z nejběžnějších a nejstabilnějších forem hafnia, která je meziproduktem některých procesů na získání tohoto kovu.
Vzhledem ke své vysoké teplotě tání se používá na výrobu tavicích kelímků a termočlánků. V roce 2007 se dále objevily první unipolární tranzistory, jejichž řídicí elektroda je izolována pomocí oxidů hafnia místo typických oxidů křemíku. Výhodou je 4–6× vyšší relativní permitivita HfO2 oproti SiO2.